# گاز-۱۳
گاز-۱۳ (انگلیسی: GAZ-13) یک خودروی لوکس است که توسط سازنده خودرو شوروی گاز (کارخانه خودروسازی گورکی) از سال ۱۹۵۹ تا ۱۹۸۱ تولید شد. این خودرو به عنوان یک ماشین اجرایی با کیفیت برای مقامات عالی‌رتبه دولتی و سایر افراد VIP طراحی شد. گاز-۱۳ به خاطر فضای داخلی جادار و مجلل خود، از جمله کابین روکش چرمی، تهویه مطبوع، شیشه‌های برقی و فرمان، و سیستم صوتی پیشرفته معروف بود. این خودرو از یک موتور ۵٫۵ لیتری V8 بهره می‌برد که ۱۹۵ اسب بخار قدرت تولید می‌کرد و حداکثر سرعت آن ۱۰۵ مایل در ساعت بود. به‌طور کلی، گاز-۱۳ نمادی از توانایی اتحاد جماهیر شوروی در تولید وسایل نقلیه لوکس برای رقابت با غرب بود و به عنوان نمادی از تاریخ خودروسازی شوروی باقی مانده‌است.